# Veertig jaren
Veertig jaren, beter bekend als Veertig jaren - de nationale film, is een film uit 1938 onder regie van Edmond T. Gréville en (als regieassistent) Johan de Meester.

## Plot
De film beschrijft de geschiedenis van de monarchie en politieke, economische en sociale ontwikkelingen in de periode 1898-1938. Dit wordt gezien vanuit het oogpunt van de Amsterdamse arts Rolf van Meerle, zijn vrouw Eline, de Brabantse fabrikant Frans Maasdonk en diens vrouw Annetje. Dokter Van Meerle komt in 1898 via een militaire boot aan op een Nederlandse haven. Zijn grootvader heeft een feest georganiseerd ter ere van de kroning van Wilhelmina der Nederlanden. Hier komt hij in aanraking met Eline Verhulst, een oude kennis met wie hij spoedig huwt. Ze raken bevriend met de Noord-Brabantse Frans en Annetje Maasdonk.
Van Meerle's dochter Lottie trouwt jaren later met Maasdonks zoontje Dick. Dick is een aviateur die geloof heeft in de industriële vooruitgang en een aanhanger is van het modernisme. Zijn broer Wim is zijn tegenpool; Wim luistert liever naar muziek en heeft geen duidelijk doel in zijn leven, tot groot ongenoegen van zijn ouderwetse vader. Enkele tijd later draaien de rollen om, als Dick omkomt bij een vliegtuigongeluk en Wim grote successen boekt als pianist. De families worden door lief en leed getrokken en Lottie blijft uiteindelijk als weduwe met haar zoontje eenzaam achter in Nederlands-Indië, waar zij eerder met Dick vestiging had genomen. Het noodlot slaat nog eens toe als bericht komt dat het dochtertje van Van Meerle ernstig ziek is in Indië en spoedig verzorging nodig heeft in Nederland.
De verhaallijnen lopen synchroon met belangrijke gebeurtenissen uit het koninklijk huis, zoals de verloving en het huwelijk van Wilhelmina, de geboorte van Juliana der Nederlanden, de Transvaalse oorlog, de Eerste Wereldoorlog, de verloving en het huwelijk van Juliana en de geboorte van Beatrix der Nederlanden.

## Rolbezetting
| Acteur                   | Personage                    |
| ------------------------ | ---------------------------- |
| Cees Laseur              | Rolf van Meerle              |
| Lily Bouwmeester         | Annetje Maasdonk             |
| Matthieu van Eysden      | Frans Maasdonk               |
| Ank van der Moer         | Eline Verhulst               |
| Eduard Verkade           | Zijne excellentie van Meerle |
| Adolphe Engers           | Jan de Oude                  |
| Paul Steenbergen         | Wim Maasdonk                 |
| Cor van der Lugt Melsert | Dick Maasdonk                |
| Martha Posno             | Lottie van Meerle            |
| Myra Ward                | Lily Burger                  |
| Aaf Bouber               | Juffrouw                     |

## Achtergrond
De film werd gemaakt ter gelegenheid van koningin Wilhelmina's veertigjarige regeringsjubileum. De makers wilden een politiek standpunt nemen, maar moesten onpartijdig blijven, zodat elke kijker zich erin zou kunnen herkennen. Koningin Wilhelmina was betrokken bij de productie en moest het scenario goedkeuren. Volgens bronnen wordt de film echter vanuit rechts-liberaal standpunt verteld, omdat politicus Pieter Jelles Troelstra er niet in voor komt.
Er werd verwacht dat de film een groot succes zou worden en had dan ook een inzet van vijftig kopieën. De première vond plaats in Rialto, Theater Tuschinski en het City Theater.
Tegen verwachting in flopte de film en er stond 120.000 gulden in verliespost. Tijdens de Tweede Wereldoorlog werd de film verboden verklaard en mocht niet vertoond worden. De criticus van De Tijd klaagde dat de twee elementen - het verhaal van het koningshuis en het verhaal van de fictieve personages - de film niet tot één geheel wist te brengen. De recensent van het Algemeen Dagblad was positiever gestemd en schreef: "De makers van deze film [hebben] hun ontzaglijk moeilijke, maar toch zo dankbare taak op uitnemende wijze volbracht. Natuurlijk blijven er op detailpunten wensen over. Maar als men bedenkt, hoe weinig verheugend de resultaten der Nederlandse productie tot nog toe zijn geweest, dan moet men vaststellen, dat hier een geheel werd bereikt, waarmede de Nederlandse filmkunst zeer tevreden kan zijn." De recensent schreef enthousiast over de "sterk gedragen redevoering" van Cees Laseur, en Ank van der Moer "verrast door fijn en innig spel". Ook Bouwmeester genoot een lofzang voor haar "intelligent en ontroerend spel".
De kopieën waren een tijdlang in handen van de Rijksvoorlichtingsdienst, waarvan het Filmarchief inmiddels is opgegaan in het Nederlands Instituut voor Beeld en Geluid. Het werd vertoond op het filmfestival van Venetië.